# Parallé
Parallé és una localitat de l'Uruguai, ubicada a l'oest del departament de Rocha. Es troba 157 metres sobre el nivell del mar. Segons les dades del cens del 2004 Parallé tenia 35 habitants, el 2011 només en quedaven 16.
| Any  | Població |
| ---- | -------- |
| 1963 | 100      |
| 1975 | 74       |
| 1985 | 42       |
| 1996 | 34       |
| 2004 | 35       |
| 2011 | 16       |